# Myatelemus trossulus
Myatelemus trossulus is een vliegensoort uit de familie van de sluipvliegen (Tachinidae). De wetenschappelijke naam van de soort is voor het eerst geldig gepubliceerd in 1967 door Henry Jonathan Reinhard.